# RMS Cedric
RMS Cedric se začal stavět roku 1902 v loděnicích Harland & Wolff v Belfastu. Byl druhý ze série parníků společnosti White Star Line, známé jako "Velká čtyřka", společně s parníky Celtic, Baltic a Adriatic. Celtic byl první, který překonal Brunelův Great Eastern v celkové tonáži, což byl úspěch, protože tento gigant držel rekord téměř 40 let. Stal se tak na krátkou dobu největší lodí na světě, než ho překonal Adriatic. Cedric byl dlouhý 213,36 m a široký 22,95 m, měl 2 komíny, 4 stožáry, 2 lodní šrouby a služební rychlost 16 uzlů. Ubytovat se zde mohlo 365 pasažérů v 1. třídě, 160 ve druhé a 2352 ve třetí. Spuštěn na vodu byl 21. srpna 1902 a první plavbu z Liverpoolu do New Yorku vykonal 11. února 1903. To byla jediná cesta, na které byl používán kromě zimních plaveb do Středozemního moře.

## Transatlantická služba
Po dalších 11 let křižoval Atlantik bez vážnějších problémů. Když se v dubnu 1912 potopil Titanic, byl Cedric právě v New Yorku a jeho odjezd měl být na žádost Bruce Ismaye (generálního ředitele White Star Line a prezidenta IMM) zdržen do příjezdu Carpathie se zachráněnými cestujícími a členy posádky. Jeho požadavku však nebylo vyhověno a Cedric se vydal přes moře podle svého plavebního řádu. Na poslední civilní plavbu Liverpool - New York se vydal 21. října 1914, po ní byl povolán do války a upraven na pomocný křižník. Vyřazen byl roku 1916, poté se z něj stala transportní loď, která jezdila zpočátku do Egypta a do USA. 29. ledna 1918 kolidoval a potopil loď Montreal. V září 1919 byl vrácen White Star Line a opraven v Belfastu. Poté měl kapacitu 347 pasažérů v 1. třídě, 250 ve druhé a 1000 ve třetí a byl znovu nasazen na plavby Liverpool - New York. 30. září 1923 kolidoval s lodí rejdařství Cunard, Scythia, u Queenstownu v husté mlze. Žádná loď nebyla vážně poškozena. Jeho poslední plavba Liverpool - New York začala 5. září 1931 a později ve stejný rok byl prodán za 22 150 liber do šrotu. Sešrotován byl v Inverkeithingu roku 1932.